# Opérateur fixe
Vous pouvez aider à l'améliorer ou bien discuter des problèmes sur sa page de discussion.
- Il adopte un point de vue régional ou culturel particulier et nécessite une internationalisation. (Marqué depuis octobre 2015)
- Il doit être recyclé. La réorganisation et la clarification du contenu sont nécessaires. (Marqué depuis octobre 2015)

Les opérateurs de télécommunications fixes, nom donné par opposition aux opérateurs de télécommunication mobiles, peuvent utiliser plusieurs techniques de télécommunications différentes.
La liste des opérateurs pouvant proposer des numéros de téléphone en France est disponible sur le site web de l'Arcep.

## Les opérateurs terrestres

### Les opérateurs téléphoniquesRTC
En France, ces opérateurs sont identifiés par le premier chiffre du numéro de téléphone. La technique de présélection automatique évite d'oublier de saisir les premiers chiffres correspondant au choix de l'opérateur téléphonique.
- Orange (anciennement France Télécom) est l'opérateur historique en France. Il s'occupe de l'installation et l'entretien de la boucle locale. À chaque extrémité de ces lignes peuvent se trouver un ou plusieurs modulateur/démodulateur de type RTC, RNIS, ADSL. Les marchés de la téléphonie fixe/mobile, de l'Internet, de la télévision et de la publicité étant ouverts, l'opérateur France Télécom a renommé ses multiples activités sous le nom d'Orange.
  - les fréquences basses (téléphonie fixe) sont gérées par des URA (Unité de Raccordement d'Abonné)
  - les fréquences hautes (ADSL) sont gérées par des DSLAM (Digital subscriber line access multiplexer)

Historiquement, seul France Télécom possédait et hébergeait des serveurs téléphoniques.
Neuf Telecom/Cegetel (SFR) fut le premier opérateur alternatif français avec un réseau national, dans les années 1990. Il fut suivi de :
- Easynet
- Completel
- Telecom Italia
- Free
- Afone Telecom

### Les opérateurs de servicesRTC
Il offre la possibilité d'utiliser des services sur le RTC :
- horloge parlante
- les renseignements téléphoniques
- redirections d'appels
- la messagerie
- autrefois, le Minitel, mais ce service a disparu.

### Les opérateurs ADSL
(mai 2015).
Puisque l'ADSL nécessite l’installation d’équipements spécifiques (appelés DSLAM) dans les centraux téléphoniques. La connexion entre les centraux téléphoniques de l'opérateur historique et les DSLAM sont appelés des "Nœuds de Raccordement d'Abonné" (NRA). Depuis l'ouverture du marché de la téléphonie des prestataires peuvent proposer l'accès à l'ADSL en utilisant les DSLAM des opérateurs de téléphonie RTC (dégroupage partiel) ou en installant leurs propres DSLAM (dégroupage total). La possibilité de téléphoner en RTC est possible parce que ces opérateurs louent l'utilisation de commutateurs à France Télecom car excessivement chers. Ces opérateurs ADSL sont donc des "Opérateurs RTC virtuels". Free installe des DSLAM norme v2.
Les fournisseurs internet qui installent leur DSLAM pour l'accès aux réseaux internet deviennent des FAI ; ils sont:
- France Télécom: portail Orange.
- LDCom (9Telecom): fournisseur d'infrastructure.
- Easynet (BSkyB/News Corporation).
- Completel : pour entreprise et particuliers.
- Tiscali France (Telecom Italia).
- Free (Iliad).
- Bouygues Telecom : pour entreprises et particuliers.
- OVH Télécom : pour les professionnels.

### Les opérateurs ADSL virtuels
(mai 2015).
Ces opérateurs s'appuient sur le réseau des opérateurs ADSL pour fournir un accès ADSL. Le réseau d'accès ADSL est souvent la propriété de deux investisseurs : le groupe Iliad et Vivendi-Groupe Louis Dreyfus. Les opérateurs d'accès ADSL qui n'installent pas de DSLAM sont les FAI, ces FAI font appel à des filiales mères ou des sociétés spécialisés pour l'installation et la maintenance des DSLAM. Ces FAI sont :
- Alice ADSL (Telecom Italia)
- Neuf Cegetel (LDCom) portail Internet AOL France
- DartyBox (Completel)
- LASOTEL (Axione Orange SFR)
- Liberty Surf (Telecom Italia)
- Nerim/mangoosta (LDCom, France Telecom)
- French Data Network : ADSL associatif
- Alphalink groupe

### Les opérateurs de services ADSL
On retrouve ici les sociétés proposant des services sur l'ADSL ou mobile.
- VoIP avec Wengo (Neuf Cegetel) et Skype

### Les opérateurs câble
Le groupe Ypso détient les câblo-opérateurs :
- Numericable
- Estvidéo

## Les opérateurs télécom aériens

### Les opérateurs mobiles

#### Les opérateurs mobiles propriétaires d'un réseau en France
- Orange
- SFR
- Bouygues Telecom
- Free mobile

#### Les opérateurs mobiles virtuels
Ils ne gèrent pas l'infrastructure matériel du réseau mais proposent des abonnements et des services spécifiques en s'appuyant sur un ou plusieurs réseaux des opérateurs mobiles possédant un réseau.

### Les opérateurs radio (AM/FM) et TV/TNT

#### Les opérateurs hertziens
- TDF opérateur historique en radio et télévision (analogique et numérique). TDF en entrant dans le capital de la société américaine CTI (Castel Transmission International) qui est chargée de la TNT en Grande-Bretagne a acquis dès le lancement de la TNT en Europe une grande expérience dans ce domaine.
- Towercast filiale de NRJ Group a mis fin en 2003 au monopole FM de TDF.
- Antalis TV a été racheté par TDF en 2006.
- Onecast filiale de TF1 créée fin 2006, diffuse le multiplex 6 (contenant TF1) de la télévision numérique terrestre (TNT) depuis certains émetteurs situés dans l'Est de la France.
- En analogique, une chaîne de télévision est diffusée sur une fréquence ou canal de télévision analogique terrestre (TAT).
- En numérique, une chaîne de télévision est diffusée sur un canal pouvant comporter 6 chaînes ("multiplex") TNT.

#### Les opérateurs de services hertzien
- info trafic: TMC sur RDS par réseau France inter (V-Trafic de Mediamobile TDF), ou radio du réseau Towercast de NRJ, Chérie FM, Nostalgie, Latina et FG (ViaMichelin Trafic)
- info radio: RDS
- Radio: Europe 2, NRJ, France Bleu, Nostalgie.
- chaîne de télévision: TF1, France 2, France 3, M6, TV5, Canal+, AB Sat, TPS.

## Les opérateurs de télécom spatiaux

### Les opérateurs satellites
Ces opérateurs commandent la fabrication des satellites Alcatel, Space Systems/Loral, Lockheed Martin Commercial Space Systems, EADS Astrium qui seront mis en orbite par les lanceurs Ariane, soyouz ou vega ou delta 2 depuis la plate-forme de lancement à Sinnamary ou à Kourou en Guyane française (voir Centre spatial guyanais), Baïkonour (Kazakhstan), Cap Canaveral ou Vandenberg (Californie).
- Astra: opérateur satellite luxembourgeois.
- Eutelsat: société française, leader européen avec 23 satellites en exploitation.

### Les opérateurs satellites virtuels
- DSD
- SATLynx SA coentreprise entre les plus grands fabricants de satellite : SES, Gilat Satellite Networks Ltd et Alcatel Space.
- i-sat
- aramiska
- Netsystem Sat
- SkyDSL

## Les opérateurs de contenu
Ces opérateurs appartiennent au monde de la communication grand public et utilisent toutes les voies de diffusion (satellite, terrestre, aérien).
- Radio: voit la concurrence des podcasts
- TV : soutient la culture alors que la TV par ADSL n'y est pas obligatoire
- Presse : voit la concurrence des blogs, wikis et de la presse gratuite
- Portail : vit des recettes publicitaires
- Téléphone : voit l'émergence de technologie moins coûteuse que la 4G (wifi)
- Infos trafic/météo en relation avec les sociétés de péages, la police, les infrastructures de contrôle routier.